# Саматар, София
София Саматар (англ. Sofia Samatar; род. 24 октября 1971, Индиана, США) — американская писательница сомалийского происхождения, автор фэнтези и научно-фантастических произведений, преподаватель.

## Биография
Сомалийско-американская писательница София Саматар родилась в 1971 году в небольшом городке на севере штата Индиана (США) в семье известного сомалийского учёного, историка и писателя Саида Шейха Саматара (1943 — 24 февраля 2015). Мать Софии Саматар была потомком меннонитов швейцарско-германского происхождения из Северной Дакоты. Родители Софии встретились в 1970 году в столице Сомали, где ее мать преподавала английский язык. У Софии есть брат, которого зовут Дель Саматар. В детстве Саматар много путешествовала. До того, как ей исполнилось десять лет, будущая писательница успела пожить в разных местах таких как: Танзания, Лондон, американский штат Иллинойс, Кентукки и Нью-Джерси. Она получила основательное филологическое образование. София говорит на нескольких языках, среди которых арабский и английский. Кроме того, в колледже она изучила суахили и немного освоила занде, пока преподавала в Судане. После окончания обучения София Саматар вышла замуж за Кита Миллера, американского писателя, который вырос в Кении. У супругов общий интерес к восточноафриканским странам и языкам. Саматар работает доцентом и редактором нехудожественной литературы и поэзии.

### Образование
Девушка училась в меннонитской средней школе. Высшее образование Саматар получила в колледже города Гошен штата Индиана. Институт она окончила в 1994 году со степенью бакалавра искусств в области английской филологии. В 1997 году Саматар получила степень магистра африканских языков и литературы в университете Висконсина, расположенном в городе Мэдисон, штат Висконсин. Позже София Саматар стала доктором философии в образовательном учреждении того же профиля, но со специализацией по современной арабской литературе. Темой ее диссертации было творчество суданского писателя Тайиба Салиха.

### Творческая деятельность
Саматар начала свою карьеру учителем. Вместе с мужем она в течение трех лет преподавала английский язык в Судане. Позже семья перебралась в Египет, где они работали учителями последующие десять лет. В 2013 году Саматар стала доцентом английского языка Калифорнийского государственного университета, который расположен на острове Чаннел. София Саматар преподает писательское мастерство и литературу, а также открыла первый университетский курс арабского языка. Писать собственные произведения Саматар начала в 2012 году. Первыми ее произведениями были поэзии и рецензии на книги. Позже она освоила жанр рассказа, произведения которых были опубликованы в изданиях. Ее рассказ 2013 года Selkie Stories Are for Losers получил большую популярность. Это был первый рассказ, написанный в жанре фэнтези. Мать главного героя относится к мифическому народу шелки. Чудовище из книги Софии («Назир», производное от арабского «смотреть») напоминает героя сомалийской народной сказки («Долгое Ухо»).
В 2013 году Саматар опубликовала свой первый роман-фэнтези — «Путешественник в Олондрии». Роман положительно оценили читатели и критики. Автор получила несколько международных наград. Кроме прозаического творчества, София Саматар экспериментирует в жанре касыда на английском языке. Писательница с братом подготовили иллюстрированный сборник стихотворений в прозе под названием «Портреты чудовищ». Издательство Rose Metal Press опубликовало его в 2017 году. Продолжение «Странника в Олондрии», получившее название «Крылатые истории», было опубликовано в 2016 году издательством Small Beer Press. На деятельность Саматар повлияло творчество Эрнеста Хемингуэя, Джеймса Джойса, Вирджинии Вулф и Уильяма Фолкнера, с которым она познакомилась в подростковом возрасте. Работая в Судане, София Саматар прочитала произведение «В поисках утраченного времени» Марселя Пруста. Эта книга во многом сформировала взгляды писательницы.
Саматар увлекается также произведениями Джона Рональда Руэла Толкина, сестер Бронте, Урсулы Ле Гуин и готической прозой. Она интересуется средневековыми английскими легендами. Набиралась опыта у современных писателей — Кормака Маккарти, Ондатже, Мираль Аль-Тахави и Нури аль Номан, а особенно — в постмодернистских произведениях Кароль Масо. В поэзии для автора стали вдохновляющими стихи Райнера Марии Рильке. Благодаря сомалийскому происхождению, Саматар добавляет к своим работам культурные особенности Северо-Восточной Африки. Она заимствует поэтические элементы сомалийской мифологии, использует отдельные сюжеты, скажем, идущие корнями к сомалийским народным сказкам.

## Личная жизнь
Муж Софии Саматар — американский писатель Кит Миллер. У них двое детей: Изабель и Доминик
(Нико).

## Награды
- Премия Крафорда (2014 год)
- Британская премия фэнтези (2014 год)
- Премия имени Роберта Голдстока (лучший фэнтезийный роман)
- Литературная премия в области фантастики Хьюго (2014 год)